# Elin Bragnum
Elin Bragnum, född den 1 maj 1994 i Stockholm, är en svensk fotbollsspelare. Hon har spelat för det svenska landslaget på U17, U19 och U23-nivå.

## Klubbkarriär
Bragnums moderklubb är AIK. Hon debuterade i A-laget och Damallsvenskan som 15-åring den 5 april 2010 i en bortamatch mot KIF Örebro DFF. Under säsongen 2010 spelade Bragnum totalt 10 matcher för AIK i Damallsvenskan och flyttades inför säsongen 2012 upp till A-laget.
Den 20 maj 2012 gjorde Bragnum sitt första mål i A-laget i en seriematch mot LdB FC Malmö i den 93:e minuten, matchen slutade 2–0. Säsongen 2013 spelade laget i den nystartade Elitettan, andradivisionen i Sverige. AIK slutade tvåa och kvalificerade sig för Damallsvenskan 2014 och Bragnums kontrakt förlängdes den 3 december 2013.
Den 1 december 2015 värvades Bragnum av Piteå IF, där hon skrev på ett 1+1-årskontrakt. Inför säsongerna 2018 och 2019 förlängde hon kontraktet med ett år i taget. I oktober 2019 lämnade Bragnum klubben.